# Mária Andorffy
Mária Andorffy (n. 28 decembrie 1896, Budapesta-d. 7 septembrie 1918, Mezőhegyes) a fost o scriitoare, romancieră și poetă maghiară.